# Фруланія розширена
Фруланія розширена (Frullania dilatata) — вид печіночників порядку бококолосальних (Porellales).

## Поширення
Батьківщиною є Європа, Північна Африка, Північна Америка, Південна Америка, Азія.
Росте в основному на корі листяних дерев, особливо клена та ясена, рідше на корі м'якої деревини або на багатій на основу породі. Перевага віддається багатим освітленням місцям у вирубаних лісах, узліссях або на окремих деревах. 

## Характеристика
Цей вид росте плоскими килимками, які зазвичай розташовані близько до основи і мають розмір від кількох см до 20 см. Забарвлення темно-червоно-коричневе до чорнуватого, в затінених місцях також темно-зелене. Стебла нерівномірно розгалужені. Вони прилягають до субстрату ризоїдними пучками нижнім боком. Окремі гілки мають довжину близько 1 см і ширину менше 1 мм. Бічні листки дволопатеві, з округлими до широкоовальних і дещо порожнистими верхніми частками та нижніми приблизно вдвічі меншими. Нижні частки приблизно такої ж довжини, як і ширини, і зазвичай перетворені в шоломоподібні водяні мішечки. Форми з переважно ланцетними нижніми частками, не перетвореними на водні мішечки, називаються var. anomala. Клітини листка мають 3–4 масляних тіла і мають розмір 20–25 мкм в середині листка. Кути клітин вузлувато потовщені, як і деякі клітинні стінки. Нижнє листя трохи ширше стебла і має дві частки на кінчику. Рослини дводомні. Часто утворюються спорофіти.